# 常务委员会
常务委员会，簡稱常委，可以指：
- 中华人民共和国
  - 全国人民代表大会常务委员会：中华人民共和国最高国家权力机关全国人民代表大会的常设机关，于全国人大闭会时行使国家立法机关职权
  - 中国共产党中央政治局常务委员会： 中国共产党最高权力机关中国共产党中央政治局的常设机关，实际上也是中华人民共和国的最高决策机关
  - 中国人民政治协商会议全国委员会常务委员会：中华人民共和国统一战线全国性组织中国人民政治协商会议全国委员会主持会务机构
  - 中国共产党中央军事委员会常务委员会： 中国共产党武装力量最高军事领导机构中国共产党中央军事委员会的常设机关
- 香港
  - 公务员薪俸及服务条件常务委员会：香港政府专门负责处理大部分公务员待遇的公营机构
  - 司法人员薪俸及服务条件常务委员会：香港政府专门负责处理司法人员待遇的公营机构
  - 禁毒常务委员会：香港一个非法定的咨询机构，负责防止危险药物非法运入或者运经香港
  - 语文教育及研究常务委员会：香港公营机构，负责一般语文教育事宜及语文基金的运用
  - 首长级薪俸及服务条件常务委员会：香港政府专门负责处理部分首长级公务员事宜的一个公营机构
- 中華民國
  - 中国国民党中央执行委员会常务委员会： 中國國民黨在大陆时期最高决策和执行机构
- - 朝鲜劳动党中央委员会政治局常务委员会： 权力机构中央政治局的核心机构
- 越南
  - 越南共产党中央政治局常务委员会： 越南共产党在1996年第八次全国代表大会至2001年第九次全国代表大会期间设立的权力核心机构
- 欧洲联盟
  - 欧洲议会委员会：帮助欧盟委员会制定法律提案的常设机构
- 美国
  - 常设委员会 (美国国会)，根據美國眾議院和美國參議院的規則所設立的永久性立法小組

|  | 这是一个同类索引条目，列出擁有相同或近似名稱的同類型項目。 若您循內部連結來到此頁面，請考慮修正該，將其指向正確的條目。 |